# Гейден (Аризона)
Гейден (англ. Hayden) — місто (англ. town) в США, в окрузі Гіла штату Аризона. Населення — 512 особи (2020).

## Географія
Гейден розташований за координатами 32°59′54″ пн. ш. 110°47′1″ зх. д. / 32.99833° пн. ш. 110.78361° зх. д. (32.998341, -110.783641).  За даними Бюро перепису населення США в 2010 році місто мало площу 3,30 км², з яких 3,28 км² — суходіл та 0,02 км² — водойми.

## Демографія
Згідно з переписом 2010 року, у місті мешкали 662 особи в 236 домогосподарствах у складі 163 родин. Густота населення становила 201 особа/км².  Було 301 помешкання (91/км²).
Расовий склад населення:
| - 63,9 % — білих - 0,3 % — азіатів - 0,2 % — корінних американців - 34,0 % — осіб інших рас |

До двох чи більше рас належало 1,7 %. Частка іспаномовних становила 84,4 % від усіх жителів.
За віковим діапазоном населення розподілялося таким чином: 25,4 % — особи молодші 18 років, 56,2 % — особи у віці 18—64 років, 18,4 % — особи у віці 65 років та старші. Медіана віку мешканця становила 40,0 року. На 100 осіб жіночої статі у місті припадало 95,9 чоловіків;  на 100 жінок у віці від 18 років та старших — 94,5 чоловіків також старших 18 років.
Середній дохід на одне домашнє господарство  становив 40 285 доларів США (медіана — 38 167), а середній дохід на одну сім'ю — 43 788 доларів (медіана — 41 136). За межею бідності перебувало 32,0 % осіб, у тому числі 38,0 % дітей у віці до 18 років та 9,9 % осіб у віці 65 років та старших.
Цивільне працевлаштоване населення становило 178 осіб. Основні галузі зайнятості: сільське господарство, лісництво, риболовля — 39,9 %, мистецтво, розваги та відпочинок — 18,5 %, виробництво — 13,5 %, освіта, охорона здоров'я та соціальна допомога — 9,0 %.